# Station Champ de Mars - Tour Eiffel
Station Champ-de-Mars - Tour Eiffel is een spoorwegstation aan de spoorlijn Invalides - Versailles-Rive-Gauche, ook wel de ligne des Invalides genoemd. Het ligt in het 7e arrondissement en het 16e arrondissement van Parijs.

## Geschiedenis
Het huidige station is op 26 september 1979 geopend, vanwege de opening van de RER C. Eerder waren er op dezelfde plaats al vier andere stations, om de Champ-de-Mars te kunnen bedienen tijdens de vijf wereldtentoonstellingen die op de Champ-de-Mars hebben plaatsgevonden.

## Ligging
Het station ligt op kilometerpunt 2,100 van de spoorlijn spoorlijn Invalides - Versailles-Rive-Gauche (nulpunt tussen Invalides en Musée d'Orsay). Het station is het beginpunt van de spoorlijn Ermont-Eaubonne - Champ-de-Mars.

## Diensten
Het station wordt aangedaan door verschillende treinen van de RER C:
- tussen Pontoise en Massy-Palaiseau of Pont-de-Rungis - Aéroport d'Orly. Sommige treinen hebben in plaats van Pontoise Montigny - Beauchamp als eindpunt, in verband met capaciteitsproblemen.;
- tussen Versailles-Château-Rive-Gauche en Juvisy/Versailles-Chantiers via Massy-Palaiseau;
- tussen Saint-Quentin-en-Yvelines en Saint-Martin-d'Étampes;
- tussen Pont du Garigliano en Brétigny;
- tussen Chaville - Vélizy en Dourdan - la Forêt. Deze treinen rijden alleen tijdens de spits.

## Vorige en volgende stations
| Richting                            | Vorig station               | Lijn                      | Volgend station | Richting                                                |
| ----------------------------------- | --------------------------- | ------------------------- | --------------- | ------------------------------------------------------- |
| Pontoise C1 Montigny - Beauchamp C3 | Avenue du Président Kennedy | RER C                     | Pont de l'Alma  | Massy-Palaiseau C2 Pont-de-Rungis - Aéroport d'Orly C12 |
| Versailles-Château-Rive-Gauche C5   | Javel                       | RER C                     | Pont de l'Alma  | Juvisy C10 Versailles-Chantiers C8 (via Massy)          |
| Saint-Quentin-en-Yvelines C7        | Javel                       | RER C                     | Pont de l'Alma  | Saint-Martin-d'Étampes C6                               |
| Pont du Garigliano                  | Javel                       | RER C                     | Pont de l'Alma  | Brétigny                                                |
| Chaville - Vélizy                   | Javel                       | (alleen tijdens de spits) | Pont de l'Alma  | Dourdan Dourdan - la Forêt C4                           |